# Les Nubians
 (novembre 2016).
Les Nubians est un groupe de musique, composé de deux sœurs, Hélène et Célia Faussart. Le nom du groupe fait référence à la Nubie antique.

## Biographie

### Activités musicales
Nées de l'union d'un père français et d'une mère camerounaise, les sœurs Faussart  ont grandi au Tchad.  Elles découvrent très tôt les enjeux de la citoyenneté universelle ;  leur métissage (leur « Afropéanité ») jouera  un grand rôle dans leur vie. Elles commencent la musique a cappella à Bordeaux.
Leur 1er album, Princesses Nubiennes (Virgin France, 1998), et le single Makeda, issu de ce dernier en référence à la reine de Saba, leur donne accès au marché des États-Unis : 500 000 exemplaires vendus et Disque d'Or américain certifié[réf. nécessaire]. 
Elles gagnent le titre Lady of Soul Train Awards comme Meilleure révélation Soul en 1999, et sont nommées aux NAACP Awards et Soul train Awards 2000[source secondaire souhaitée].
Elles obtiennent le même succès en 2003 avec leur 2e album, One Step Forward (Virgin France). Elles sont nommées aux Grammy Awards 2004 dans la catégorie Best Soul R&B Alternative. 
Elles font des tournées dans le monde, plusieurs tournées américaines sont sold out :  Japon, Haïti, Europe et Caraïbes ; Disque d'Or en Australie) et en Afrique (Sénégal, Mauritanie, Niger, Kenya, Cameroun, Gabon, Algérie, Côte d'Ivoire et Afrique du Sud[réf. nécessaire]).
Le groupe crée son label et ses éditions Nubiatik Publishing LLC afin de produire le livre-CD[réf. souhaitée] ECHOS – Nubian Voyager (Mandala Books/Earth Aware Éditions 2006), un livre-CD de poésie urbaine.
Après une année de tournée internationale en 2007,[réf. nécessaire], Hélène et Célia préparent leur 3e album.
Elles enregistrent la chanson With or Without You, du groupe U2, disponible sur l'album In the Name of Love: Africa Celebrates U2, en avril 2008.
Les Nubians, désormais en label indépendant, produisent et sortent l'album Nü Révolution, en avril 2011.

## Discographie

### Albums
- Princesses nubiennes, sorti en 1998 (Virgin France)
- One Step Forward, sorti le 17 mars 2003 (Virgin France – Higher Octave/Omtown)
- Echos, sorti le 4 octobre 2005 (Artemis Records/Triloka/Ryko/Naïve/Nubiatik Publishing)
- Nü Révolution, sorti le 19 avril 2011 (Nubiatik Publishing)

### Collaborations et projets collectifs
- 1997
  - Autour de minuit, sur l'album Jazz à Saint-Germain (Virgin)
- 1998
  - La Routine, de Daomen, sur Underground classic (Nouvelle Donne)
  - Funkin' for Jamaica, de Towa Tei, sur Last Century Modern
  - D'où viens-tu ?, Retour vers le futur, Où sont les enfants ?, de Prodige Namor, sur L'Heure de vérité (Crépuscule)
  - Escrocs et associés, avec Yak, sur la compilation Sad Hill Impact (Sad Hill/Delabel)
  - Vies faciles, de K-Mel et C. Lia, sur Brise de conscience
- 2000
  - Le Son du combattant, de DJ Hasebe, sur Hey World
  - Comme les mots, de Def Bond feat. LN (Sad Hill/Delabel)
  - On my Own, de Black Eyed Peas feat. Mos Def, sur Bridging the Gap (Interscope/Universal)
  - Love Language, de Reflection Eternal (Talib Kweli & DJ Hi-Tek), sur Train of Thought (Rawkus Records)
  - Complete Beloved, de Black Eyed Peas, sur la B.O. de Love and Basketball
- 2001
  - Who's there? et Supalove, avec Kelis de Guru, sur Jazzmatazz Streetsoul (Virgin)
  - Come Sunday, sur Red Hot + Indigo : The Duke Ellington Project (Red Hot/Okayplayer)
  - Ménagé à trois, de Jimmy Sommers, sur 360 Urban Groove (Gemini Records/Higher Octave Jazz)
  - What U Get, de Hidden Faces (Franck Fitzpatrick), avec John Banzai, sur Jungle Jazz
- 2002
  - Déséquilibre, de Kery James (Alariana/Warner)
  - Shakara/Lady, avec Cheikh Lô, Manu Dibango & Chateau Flight, sur Red Hot + Riot: The Music and Spirit of Fela Kuti (MCA)
- 2004
  - Going All the way – UNITY feat. Beres Hammond, sur Unity : The Official Athens 2004 Olympic Games Album
- 2005
  - Body Lache, de Bams, sur Junkadelik Music
  - À tous les orphelins, avec Henri Salvador (adaptation de Que le mot soit perle), compilation UNISIDA/Chrysalis
  - Afro Faché avec Straïka, compilation Zone Caraïbes, de Manu Key (Unity Records/Chrysalis)
- 2006
  - Tiedo & Women, de Ba Cissoko
  - One Step Forward, d'Au Bonheur des dames (Christal Records)
  - Frères de cendre
  - Sugar Daddy, de Yerba Buena, sur Island Life
  - Bienvenue à Babylone, de Dany Dan et Al Peco, sur l'album Poétiquement correct de Dany Dan
- 2008
  - With or Without you, A Tribute to U2 Africa
- 2009
  - We Are Africa, sur l'album Africa du collectif o
- 2010
  - Sueña Les Nubians feat. Ana Torroja

## Récompenses
- En automne 1999, Les Nubians se voient attribuées un Lady of Soul Train Music Awards, catégorie Best New R&B Duo or Group.
- Début 2000, Les Nubians sont nommées au NAACP awards et aux Soul Train Music Awards.
- En 2004, Les Nubians sont nommées aux Grammy Awards dans la catégorie Best Alternative Urban R&B pour le titre J'veux d'la musique.
- En 2012, Les Nubians reçoivent le African Diaspora Award - Best Artist.